# Бордо (графство)
Графство Бордо (фр. Comté de Bordeaux, оксит. comtat de Bordèu) — феодальное владение в Гаскони на юго-западе Франции, существовавшее в VI — X века.

## История
Первые графы Бордо (лат. comes Burdagalensis) известны ещё в VI веке. При Меровингах под управлением графов находился город Бордо и его окрестности.
В VI—VIII веках имена графов Бордо упоминаются редко. Но с начала IX века они начинают играть большее значение из-за стратегически важного расположения города в обороне от норманнов.
Около 781 года Карл Великий назначил графом Семена I Лупа, ставшего в 812 году ещё и герцогом Васконии. Однако во время правления Людовика I Благочестивого Луп был смещён и возглавил восстание басков против франков, во время которого и погиб.
После смерти в 838 году короля Пипина I аквитанская знать признала своим королём его сына Пипина II. Однако его дед император Людовик I Благочестивый не признал внука королём по настоянию своей второй жены Юдифи, передав в мае 839 года Аквитанию своему младшему сыну Карлу II Лысому. В составе королевства оказалось и графство Бордо.
Для того, чтобы противостоять Пипину и местной знати, Людовик стал назначать графов в регионе. Около 840 года для противостояния герцогу Васконии Саншу II Санше графом Бордо был назначен Семен II, сын или внук Семена I. После смерти Людовика Благочестивого он сначала поддерживал Карла II Лысого, но в 845 году перешёл на сторону короля Аквитании Пипина II, который даровал ему титул герцога Васконии, хотя никаких новых владений Семену это не принесло.
В 840-е годы начинаются вторжения в Гасконь и Аквитанию норманнов, которых первоначально использовал в качестве наёмников Пипин II. В 846 году Семен попал в плен к норманнам и был ими казнён. На его место Пипин II назначил Гильома I, происхождение которого достоверно не установлено. Ему, как и предшественнику, пришлось отражать нападения норманнов. Во время одного из таких нападений в 848 году Гильом погиб, а сам город Бордо был захвачен норманнами.
В 863 году Карл II Лысый назначил графом Бордо Арно, племянника Санша II Санше. После смерти дяди в 864 году Арно предъявил права на титул герцога Васконии, однако в том же году погиб в сражении против норманнов. После этого упоминания о графах Бордо практически исчезают.
В 887 и 906 годах в качестве графа Бордо упоминается Амовин. Его происхождение неизвестно, он мог быть как норманном, так и франком.
Во второй половине X века начинается освобождение Гаскони от власти норманнов. В 870 году против норманнов воевал граф Бордо Гильом II, который возможно был потомком Гильома I. Неизвестно, владел ли он городом Бордо или был только титулярным графом. Достоверно известно, что в руках Гильома находились земли к северу от Гаронны. Около 970 года Гильом начал войну против норманнов. Война шла с переменным успехом. Первоначально Гильому удалось одержать победу, но потом он попал в плен и был освобождён — возможно, под обещание не воевать против норманнов. Но он продолжил войну и в 976 году вторично попал в плен и был казнён.
Борьбу продолжил герцог Гаскони Гильом II Санше. В 982 году он разбил норманнов в битве около Таллера, после чего норманны оказались окончательно вытеснены из Гаскони. В 988 году Гильом пользовался титулом графа Бордо, который носили и его сыновья.
После его смерти в 1032 году титул графов Бордо исчез. Сам город вместе с Гасконью вскоре оказался в составе Аквитанского герцогства, став его столицей.

## Список графов Бордо

### Меровингские графы
- 575: Сигульф (ум. после 575)
- 584: Варнашар (ум. после 584)
- 585: Галакторий ум. после 585)

### Каролингские графы
- ок. 781—816: Сегин (Семен) I (ум. после 816), герцог Васконии с 812, граф Бордо в
- 840—846: Сегин (Семен) II (ум. 846), граф Бордо с 840, герцог Васконии с ок. 845
- 846—848: Гильом I (846—848852), граф Бордо и герцог Васконии с 846
- 863—864: Арно (ум. 864), граф де Фезансак, герцог Васконии с 863, титулярный граф Бордо

### Независимые графы
- 848 — середина X века: норманны
- до 887 — после 906: Амовин (ум. после 906), граф Бордо в 887 и 906
- до 970 — 976: Гильом II Добрый (ум. 976), граф Бордо в 970—976
- до 988 — ок. 996: Гильом III Санше (ум. ок. 996), граф Гаскони (как Гильом II) с ок. 961, граф Ажена и Базаса с 977, граф Бордо в 988
- ок. 996 — ок. 1009: Бернар I Гильом (ум. 25 декабря ок. 1009), граф Гаскони и Бордо с ок. 996
- ок. 1009 — 1032: Санш VI Гильом (ум. 4 октября 1032), граф Гаскони и Бордо с ок. 1009, герцог Гаскони

### Титулярные герцоги Бордо
- Генрих (29 сентября 1820 — 24 августа 1883), герцог Бордо и граф Шамбор, внук короля Франции Карла X, претендент на французский престол